# Сім Вар
Сім Вар (кхмер. ស៊ឹម វ៉ា; 2 лютого 1906 — жовтень 1989) — камбоджійський політик, двічі очолював уряд країни.

## Кар'єра
Був одним із засновників Демократичної партії. Від липня 1957 до січня 1958 та від квітня до липня 1958 року займав пост прем'єр-міністра країни. За часів правління генерала Лон Нола, у 1970—1975 роках, був послом Камбоджі в Японії.